# Raphaël de Monachis
Rufa'il Zakhûr, connu en France sous le nom de Raphaël de Monachis, né en 1759 au Caire en Égypte et mort en 1831 dans cette même ville, est un moine melchite, connu pour ses études orientalistes et pour être l'un des professeurs de Jean-François Champollion.

## Biographie
Il naît en 1759 au Caire dans une famille syriaque  melchite originaire d’Alep en Syrie,, Il étudie au séminaire grec-catholique de Rome et en 1787 prononce ses vœux pour devenir prêtre au monastère basilien du Très Saint Sauveur à Sidon, au Liban. Il y réside de 1789 à 1794, avant de retourner en Égypte.  
De 1798 à 1801, pendant la campagne d'Égypte, il sert d'interprète personnel à Napoléon et travaille auprès de l'Institut d'Égypte. Il se lie à son président perpétuel Joseph Fourier, qui le fait venir en France en 1803. Il monte à Paris remettre des documents importants au gouvernement français et est professeur adjoint de langue arabe à l'École des langues orientales auprès de Silvestre de Sacy. Parmi ses étudiants, se trouve Champollion, à qui il enseigne l'arabe et le copte. C'est pour lui qu'est créée la première chaire d'arabe dialectal à l'École des Langues orientales, en 1803. Il collabore à la Description de l'Égypte. 
Parmi ses manuscrits non publiés, un traité en arabe intitulé Marj al-azhar wa bustan al hawadith al Akhbar en français : « Le brouhaha d'Al Azhar et le jardin des nouveaux événements » où il critique les méthodes pédagogiques de l'Université al-Azhar, les opposant à l'enseignement moderne de l'académie française.
Le 2 décembre 1804, il participe au couronnement de Napoléon Ier et est représenté dans le tableau Jacques-Louis David, Le Sacre de Napoléon, entre le pape et Napoléon, à droite de la représentation de César, portant une barbe et la tête couverte d'une cape rouge,,.
En 1816, après la chute de Napoléon à Waterloo, il retourne en Égypte et entre au service du Pacha Méhémet Ali. Il travaille comme traducteur et poète, traduisant de nombreuses œuvres de l'italien vers l'arabe,,. À partir de 1827 il rédige les comptes rendus des travaux de l'École de médecine d'Abouzabel.